# Zeitschrift für Kirchengeschichte
Die Zeitschrift für Kirchengeschichte ist eine fachwissenschaftliche Zeitschrift, die sich mit kirchenhistorischen Themen befasst.
Die Zeitschrift für Kirchengeschichte wurde 1877 von den Kirchenhistorikern und Theologen Albrecht Ritschl, Theodor Brieger, Wilhelm Gaß und Hermann Reuter begründet, viermal wurden neue Serien (sogenannte Folgen) begonnen. Die Zeitschrift erscheint im Verlag W. Kohlhammer in drei Heften pro Jahr und ist dort beim Lektorat Theologie angesiedelt. Frühere Verlage waren die Verlage Klotz und Perthes in Gotha. Herausgebende Körperschaft ist die Sektion für Kirchengeschichte des Deutschen Historikerverbandes.
Das Herausgeberkollegium besteht derzeit (Stand 2016) aus Franz Xaver Bischof, Irene Dingel, Johannes Helmrath, Jochen-Christoph Kaiser, Volker Leppin, Klaus Unterburger, Ulrich Volp und Manfred Weitlauff. Frühere Herausgeber waren unter anderem Wolfgang Bienert, Andreas Holzem, Joachim Mehlhausen, Heiko A. Oberman, Rudolf Reinhardt, Wilhelm Schneemelcher, Georg Schwaiger, Erich Meuthen, Knut Schäferdiek und Karl Heinz zur Mühlen.
Neben Aufsätzen werden auch Rezensionen in deutscher und englischer Sprache veröffentlicht. Die Redaktionen der Zeitschrift ist derzeit für den Aufsatzteil am Lehrstuhl für Kirchen- und Dogmengeschichte Ulrich Volps an der Johannes Gutenberg-Universität Mainz und für die Rezensionen am Lehrstuhl für Kirchengeschichte Franz Xaver Bischofs an der Ludwig-Maximilians-Universität München angesiedelt.

## Ausgaben
- 1. Folge: 1877–1918 (Bände 1–37)
- 2. Folge: 1920–1930 (Bände 1–10 = Bände 38–49)
- 3. Folge: 1931–1943 (Bände 1–13 = Bände 50–62)
- 4. Folge: ab 1950 (Band 1 = Band 63; die Bände 7 und 11 wurden fälschlicherweise als Bände 6 und 10 bezeichnet)